# Hendrik Voogd

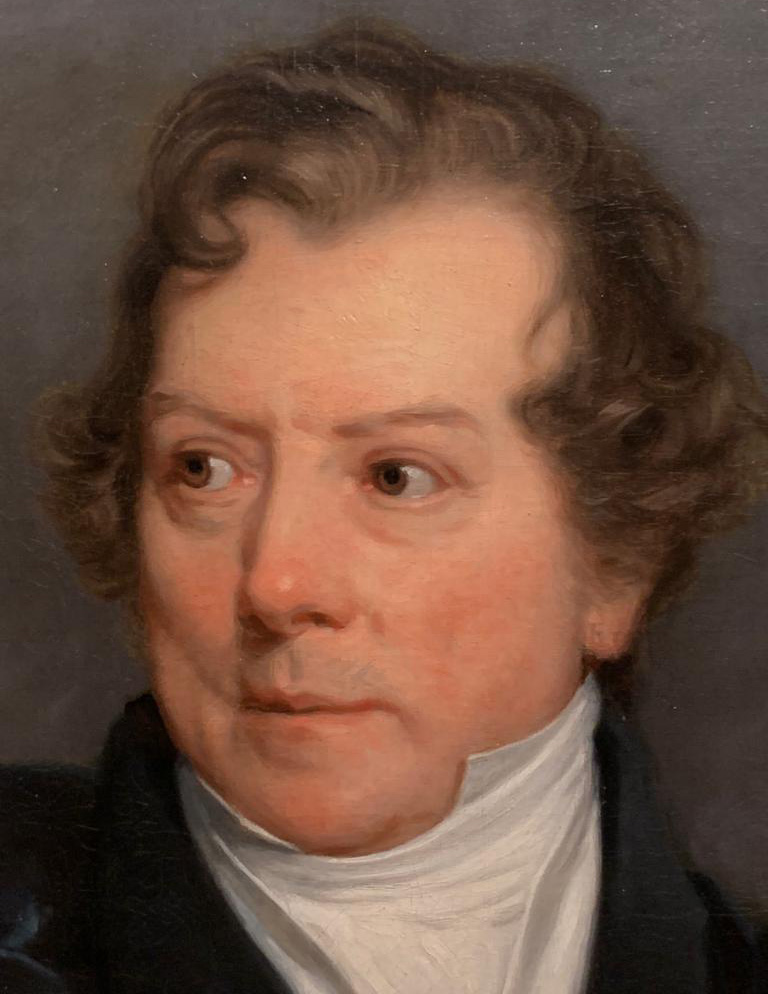
Hendrik Voogd, geportretteerd door Charles Howard Hodges, 1828, Rijksmuseum Amsterdam

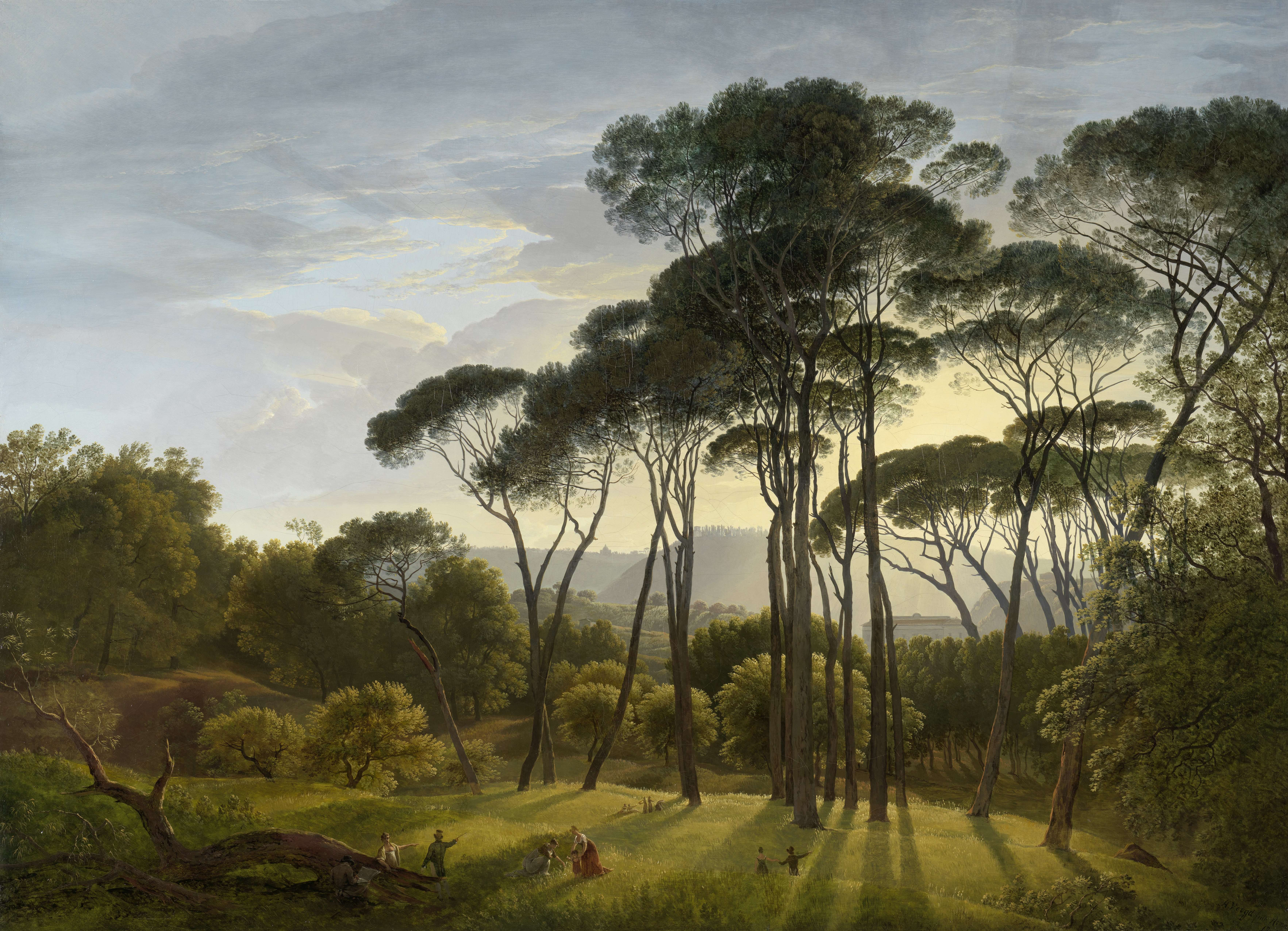
Italiaans Landschap met Parasoldennen, 1807, in het Rijksmuseum

Hendrik Voogd (Amsterdam, 10 juli 1768 - Rome, 4 september 1839) was een Nederlandse schilder en drukker die actief was in Italië.

## Vroege jaren
In 1783 begon hij in Amsterdam met studeren aan de Stadstekenakademie en kwam daarna in de leer onder de behangschilder Jurriaen Andriessen. De financiële ondersteuning van de Amsterdamse kunstverzamelaar D. Versteegh (1751-1822) stelde hem in staat om in 1788 naar Rome te vertrekken om zich verder te bekwamen in het schilderen van landschappen.

## Italië
Uit een van zijn zeldzame brieven naar huis blijkt dat Voogd vele tekeningen van Rome en haar omgeving maakte, met inbegrip van Tivoli, Meer van Albano, Castel Gandolfo en het Meer van Nemi. Sommige van deze tekeningen, die meestal in potlood en zwarte krijt zijn gemaakt, bestaan uit motieven die rechtstreeks uit de natuur overgenomen zijn, zoals bomen en rotsen; andere tonen uitzichten. In Italië was Voogd bevriend met vele bekende landschapsschilders, zoals Nicolas-Didier Boguet, Johann Christian Reinhart en Johann Martin von Rohden.

## Stijl
De werken van Voogd in zijn eerste jaren in Italië zijn voornamelijk tekeningen met gekleurde was in de typisch eind-18e-eeuwse lineaire stijl. Een van zijn belangrijkste invloeden was Claude Lorrain. Vanwege de overeenkomsten in stijl kreeg hij de bijnaam de 'Nederlandse Claude Lorrain'. Voogd behield echter ondanks deze invloeden nog invloeden van zijn Nederlandse erfgoed. Hij experimenteerde met bijzondere lichteffecten en weelderig loof, en vanaf 1806 begon hij Italiaans vee te prominent in beeld te brengen in zijn tekeningen en schilderijen. Sommige van zijn werken zijn te vinden in het Rijksmuseum in Amsterdam.
- Biografisch Portaal: 27273298
- Digitale Bibliotheek voor de Nederlandse Letteren: voog010
- Gemeinsame Normdatei: 107663544X
- International Standard Name Identifier: 0000 0000 6197 8863
- Nederlandse Thesaurus van Auteursnamen: 070044473
- RKD-Nederlands Instituut voor Kunstgeschiedenis: 81766
- Istituto Centrale per il Catalogo Unico: NAPV154778
- Système universitaire de documentation: 192474146
- Union List of Artist Names: 500001479
- Virtual International Authority File: 89712884
- WorldCat: E39PBJmDjRpPWyDpcw8fByg7pP